# ふっく (NHK福岡)
ふっくは、NHK福岡放送局が初めて制定した独自マスコットキャラクター。

## 概要
コンセプトは、「ふくおかをカンガェル〜」。ということで、カンガルーをモチーフにしている。まだ育児嚢からは完全に出られないオスの“ジョーイ”で、好奇心旺盛、また福岡らしいキャラクター付けが成されている。
九州・沖縄管内では、同じ県内の北九州局が“北九さん”やリリー・フランキー作の“ハレピョン”を世に送り出したほか、佐賀局がおにぎりをモチーフにした“ギュッとくん”、長崎局が“カステラ猫 ふわりちゃん”を、宮崎局が“ファイトくん”を、沖縄局が伝統菓子をモチーフにした“さあたあちゃん”を、それぞれ制定している。こうした流れに取り残されまいと、福岡局が天神から六本松に移転して20年になったことを機に2012年10月制定され、月末の局イベントでお披露目された。
デザインは“くまモン”にも関わった小山薫堂の友達・水野学が手掛けたため、体形が“くまモン”の特徴にやや似ている。またテーマ曲まで存在しており、栗コーダーカルテットが演奏、バンドを率いる栗原正己が作曲した。さらには「ふっくダンス」まで作られ、“カンガールズ”なる福岡局の若手女性職員が振り付け・実演を担当。プロバスケットボールチーム・ライジング福岡のホームゲームをNHK福岡が中継した際には、何と公式チアダンスチーム「RFC」と一緒に踊り、場内の笑いを誘っていた。
これ以外にも、『ぐるっと8県 九州沖縄』の福岡局県枠で木曜日アシスタントを務めるほか、2013年からは不定期制作の冠番組が始められた。

## ふっくTV
ふっくTV ふくおかをカンガェル〜（ふっくてぃーヴぃー ふくおかをかんがぇるー）は、NHK福岡放送局が2013年1月に開始した、不定期単発番組である。第2回目以降は、NHK北九州放送局でも本放送を同時ネットで放送されている。
ふっくと『熱烈発信!福岡NOW』キャスター・佐々木理恵が、エリア内の様々な疑問を現場に直接出向いて調べていく。ただ、第5回目以降の放送がある場合は、『はっけんTV』でふっくと共演する武藤麻美に交代した。公式サイトでは既にそのコンビで素材収録が1本終わっているものの、編集の都合から第4回で放送できなかった旨が告知されている。
| 回 | 福岡放送日時                | 広域放送日時 | ふくおかをカンガェル〜 | ふっくがゆく | ふっくのおともだち  | その他                                                                       |
| -- | --------------------------- | --- | --- | --- | ------------------- | ---------------------------------------------------------------------------- |
| 1  | 2013年01月26日 19:30〜19:55 | - 2013年02月16日 『いちおし!九州沖縄』 後半枠 （九州・沖縄向け） - 2013年03月15日 01:20〜01:45(JST) ＠NHKワールド・プレミアム | - 「点」のなぞを探れ! 「太宰府」と「大宰府」 （太宰府市） - 新型風車のなぞ 「レンズ風車」 （九州大学、福岡市早良区）            | 大牟田市 - 三池カルタ - 老カンホーム - だご | - 水野学 - 栗原正己 | - ふっくのひみつ                                                             |
| 2  | 2013年05月06日 19:30〜19:55 | 2013年05月25日 『いちおし!九州沖縄』 後半枠 （九州・沖縄向け）                                                                | ドーム球場のひみつ （福岡ヤフオク!ドーム） - 前編：開閉式屋根→ ふっく行方不明に - 後編：勝利の花火の舞台裏& ふっく、始球式登板! | 福津市 - 馬車 - 宮地嶽神社 （大注連縄、相撲クラブ） - 福岡県立水産高等学校 （水高バーガー、カッター船）                                                                | IKKO                | - ふっく☆ダンス （福岡市立鳥飼小学校）                                       |
| 3  | 2013年11月23日 08:45〜09:10 | 2013年12月11日 『ろーかる直送便』 前半枠 （全国放送）                                                                         | 『軍師官兵衛』放送直前企画 福岡城のナゾ                                                                                         | 能古島 - 福岡市立能古小学校 - 能古島漁港 - のこのしまアイランドパーク                                                                                                  |                     | - ふっく☆ダンス （カンガールズ、 ケーブルステーション福岡）                  |
| 4  | 2014年03月20日 19:30〜19:55 | | あまおうのひみつ （福岡三越、福岡県農業総合試験場、 広川町のイチゴ農家）                                                        | 官兵衛のふくおか （福岡市） - 唐人町商店街 （黒田家御用達の店） - 崇福寺 （黒田家墓所） - 神屋宗湛の末裔が営むレストラン （官兵衛の時代のレシピ再現） - 福岡城二の丸址 |                     | - 福岡市民防災の日 消防の仕事を学ぶ - ふっく☆ダンス （福岡市消防局西消防署） |
| 5  | 2014年08月04日 19:30〜19:55 | | 運動会の“ヤー！”のナゾ （福岡市立平尾小学校、川端商店街、 福岡教育大学、久留米市）                                              | 官兵衛のふくおか （朝倉郡東峰村） - 東峰テレビ局 - 高取焼窯元 - 松尾城址                                                                                               |                     | - ふっく☆ダンス （福岡市内のダンススクール）                                 |

また福岡局管内では、EPGで番組として扱われるフィラーの形で、各項目を2分に纏めた『ふっくTVミニ』が随時放送されている。この『ふっくTVミニ』は公式サイトでも公開されている。
最初の2回はふっくは子どもなのですぐにおなかが空くが、佐々木に「まだ早いよぉ〜」とあしらわれる。そこから、いろいろと話が展開するというのが、一つの流れとして成立している。特に第2回はヤフオク!ドームを舞台として、大掛かりなストーリーになった。3回目以降は演出が変わっている。